# Афанасьев, Сергей Иванович
Серге́й Ива́нович Афана́сьев — российский писатель, инженер-электронщик, изобретатель.

## Биография
- 5 июля 1951 — родился в г. Магнитогорске
- 1994, октябрь — переехал на постоянное место жительства в Германию
- 2001 — в Южно-Уральском книжном издательстве (Челябинск) вышел сборник прозы, стихов и драматургии «Вышел в степь немецкую...»

Живёт и работает в Германии.

## Литературная деятельность
Сергей Афанасьев является автором рассказов и повестей, опубликованных в разное время журналами «Уральская новь» (Челябинск), «Урал» (Екатеринбург) и «Октябрь» (Москва), а также изданиями Германии и США.

### Повесть
- Роман-с

### Пьеса
- Гиперреализм (пьеса для чтения)

### Книги
1. 2001 — «Вышел в степь немецкую...» (рассказы и очерки, пьеса для чтения, заметки читателя). — Челябинск, Южно-Уральское книжное издательство, 215 с. Тираж: 2000 экз.

### Публикации
1. Гость столицы (путевые заметки). — «Уральская новь» (Челябинск), 1998, № 1. — Веб-ссылка
2. Игорь Иртеньев — зеркало русской капиталистической революции. — «Октябрь» (Москва), 1999, № 4. — Веб-ссылка
3. Shift-F7. Письма, присланные из Германии. — «Урал» (Екатеринбург), 2000, № 7. — Веб-ссылка
4. Роман-с (повесть). — Литературный альманах «Южный Урал». — Челябинск, Южно-Уральское книжное издательство, 2006.

## Награды
- Почётная грамота Московской городской думы (5 июня 2019 года) — за заслуги перед городским сообществом[1]